# Harry G. Hamlet

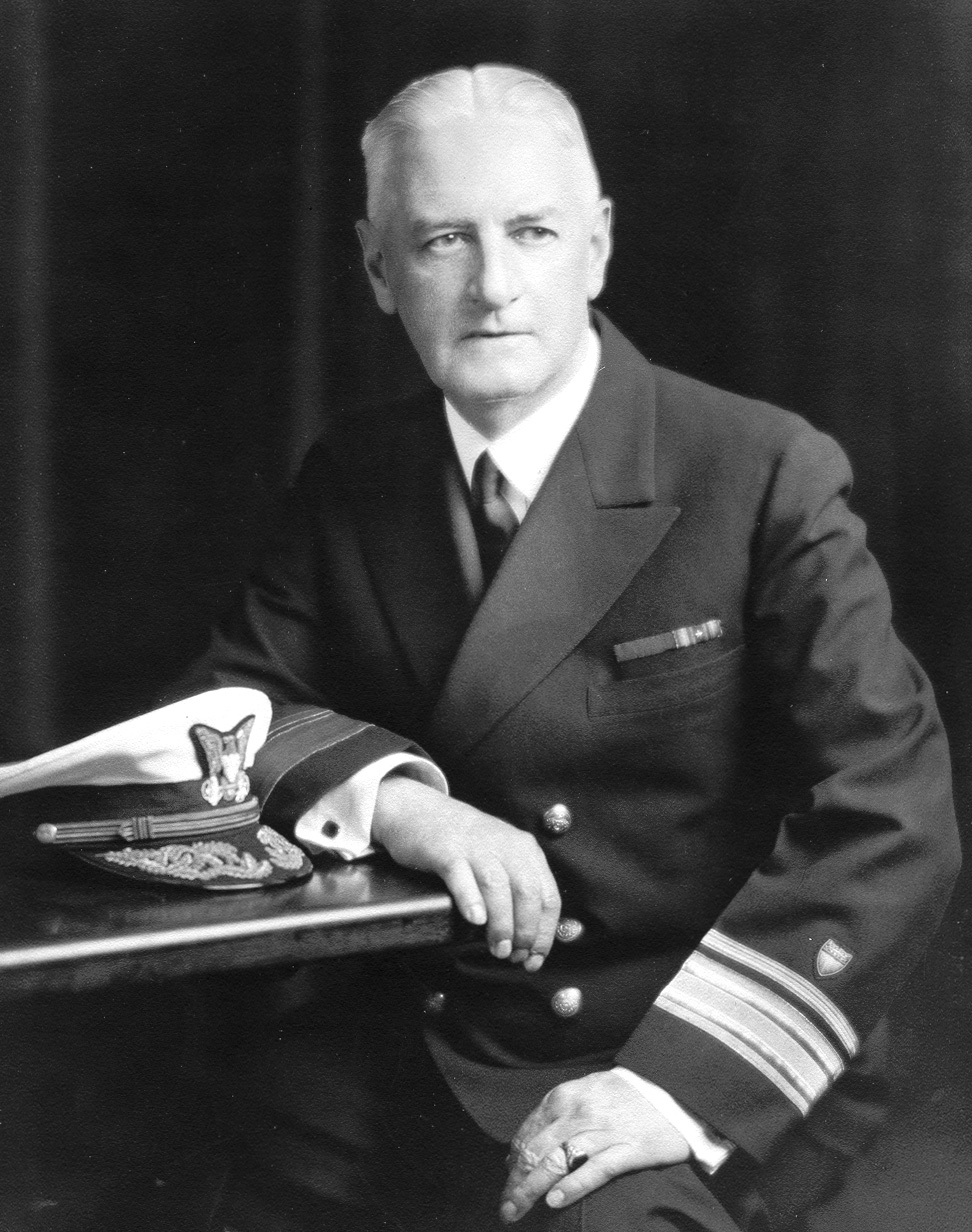
Harry G. Hamlet.

Harry Gabriel Hamlet (nascido em 27 de agosto de 1874 - 24 de janeiro de 1954) foi o sétimo comandante da Guarda Costeira dos Estados Unidos entre 1932 a 1936. Foi condecorado com a Lifesaving Medal. Antes de ser comandante, foi Superintendente da Guarda Costeira dos Estados Unidos New London, Connecticut.
Hamlet nasceu em Eastport, no Maine e foi o filho de Oscar G. Hamlet, um capitão do United States Revenue Cutter Service. Após a formatura no colégio em Dorchester, Massachusetts, entrou no Instituto de Tecnologia de Massachusetts.